# Księstwo zwienigorodzkie (dzielnica Księstwa Karaczewskiego)
Księstwo zwienigorodzkie (ros. Звенигородское княжество) – księstwo udzielne z centrum w Zwienigorodzie nad Oką (Zwienigorodzie Siewierskim) w ramach księstwa karaczewskiego, jednego z księstw wierchowskich, istniejące w XIV-XV w.

## Historia
Księstwo zwienigorodzkie powstała na skutek rozdrobnienia dawnego księstwo czernihowskiego jako dzielnica we wschodniej części księstwa karaczewskiego. Pod względem znaczenia zajmowała trzecie miejsce wśród innych dzielnic Karaczewszczyzny: po księstwie karaczewskim i księstwie kozielskim. W 2 poł. XIV w., podobnie jak inne księstwa wierchowskie stało się lennem Wielkiego Księstwa Litewskiego. W 2 poł. XV w. Zwienigorod i jego okolice, już wcześniej wyludnione, zostały spustoszone w wyniku wojen litewsko-moskiewskich, a terytorium księstwa ostatecznie przyłączono do Moskwy (wojna litewsko-moskiewska 1492-1494).

## Książęta zwienigorodzcy
- (Andrzej Mścisławowicz(inne języki): ?-1339[3]) – syn Mścisława Michałowicza, księcia karaczewskiego i kozielskiego, wnuk Michała I Wsiewołodowicza Świętego, zięć Olgimunta Holszańskiego, zginął z ręki swojego bratanka, Wasyla Pantalejmonowicza,  w czasie walk o Kozielsk[4].
- Fiodor Andrzejewicz (Фёдор Андреевич: 1339 - po 1377) – syn Andrzeja Mścisławowicza, wzmiankowany w 1377 r. jako lennik Wielkiego Księstwa Litewskiego[4].
- Iwan Andrzejewicz Bołch (Іван Андреевич Болх) – syn Andrzeja Mścisławowicza, książę bołchowsko-zwienigorodzki w 2 poł. XIV w.[4], według niektórych źródeł protoplasta kniaziów Bołchowskich[5][4].
- Aleksander Fiodorowicz (Александр Фёдорович: po 1377 - 1408) – syn Fiodora Andrzejewicza, w 1408 r. przeszedł na służbę moskiewską, opuszczając swoje księstwo wraz z synami oraz Świdrygiełłą (swoim ówczesnym suzerenem) i innymi kniaziami karaczewskimi[4].
- Roman Iwanowicz (Роман Иванович:po 1408) – objął władzę w księstwie zwienigorodzkim po wyjeździe Aleksandra Fiodorowicza do Wielkiego Księstwa Moskiewskiego[4].

Gleb Aleksandrowicz, syn Aleksandra Fiodorowicza, był kniaziem Zwienigorodskim jedynie z nazwiska. Przypuszcza się, że zmarł przed 1408 r., ponieważ wraz z ojcem i braćmi nie przeszedł na służbę moskiewską. Jego potomkowie służyli książętom twerskim. 
Jako książę zwinogorodzki wymieniany jest także wyżej wspomniany (Wasyl Pantalejmonowicz), udzielny książę karaczewski.
Od Aleksandra Fiodorowicza i jego synów wywodzi się ród kniaziów Zwienigorodskich, którego przedstawiciele sprawowali w Rosji urzędy okolniczych, wojewodów i namiestników.